# پینجلی، استرالیای غربی
پینجلی (به انگلیسی: Pingelly) یک شهرک در استرالیا است که در استرالیای غربی واقع شده‌است.